# Lummens Broek
Lummens Broek is een natuurgebied te Lummen dat samen met het aangrenzende natuurgebied Willekensberg een gebied van 550 hectare vormt. Door de spoorlijn Diest-Hasselt is gebied afgesneden van het natuurgebied Schulensbroek.

## Gebied
Het gebied omvat verschillende biotopen waaronder bos, vijver en halfopen landschap met kleine landschapselementen (houtkanten, hagen, drinkpoelen).
In het gebied werden de oude dijken hersteld. De drie vijvers uit 1970 vallen hierdoor niet meer droog en ontstaat er een broedmogelijkheden voor reigers en eenden. Twee eilanden werden eveneens aangelegd om broedplaatsen bij te maken. Ook de oude molen uit 1715 op de Mangelbeek (de Kleine Molen genaamd) werd bewaard en in 2002 gerestaureerd. Hij doet nu dienst als magazijn. Naast de constructie is ook het binnenwerk van deze molen bewaard gebleven. Enkel het waterrad zelf verdween in 1967.
Daarnaast is er ook een vispassage aangelegd op de Mangelbeek naast de molen.
In het natuurgebied Willekensberg - Lummens Broek zijn een aantal wandelingen uitgezet.

## Fauna en Flora
Fauna
Aanwezige soorten zijn onder andere de zwarte specht, roerdomp, de boomklever, boomvalk, ijsvogel, het woudaapje en de Havik.
Daarnaast broeden ook de meerkoet, kuifeend, wilde eend, kievit, kleine karekiet, blauwborst, rietzanger, rietgors en dodaars hier. Tijdens de vogeltrek treft men er waterral, bosruiter, zwarte ruiter, witgatje en de tureluur.
Flora

## Externe links

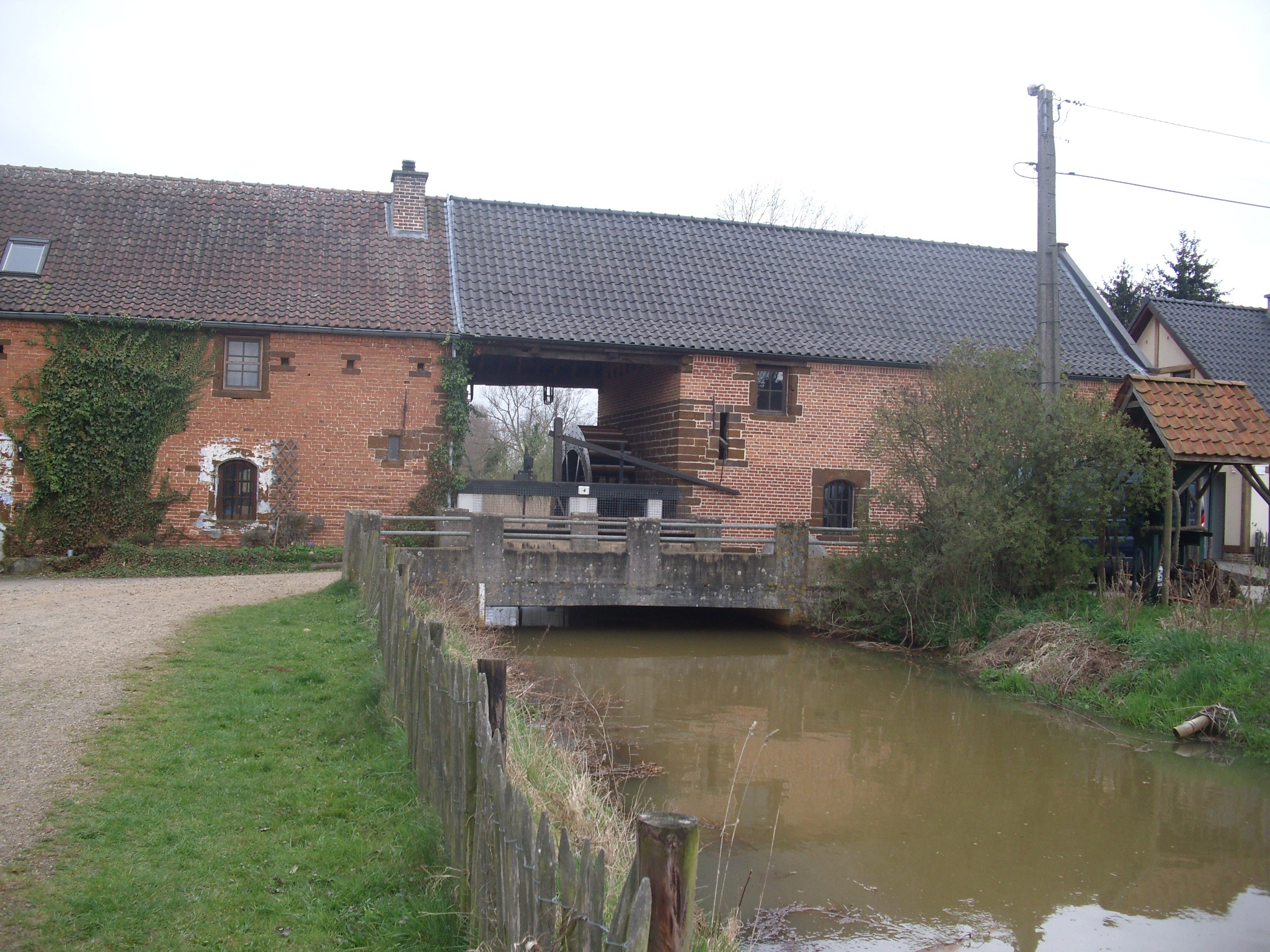
De kleine watermolen
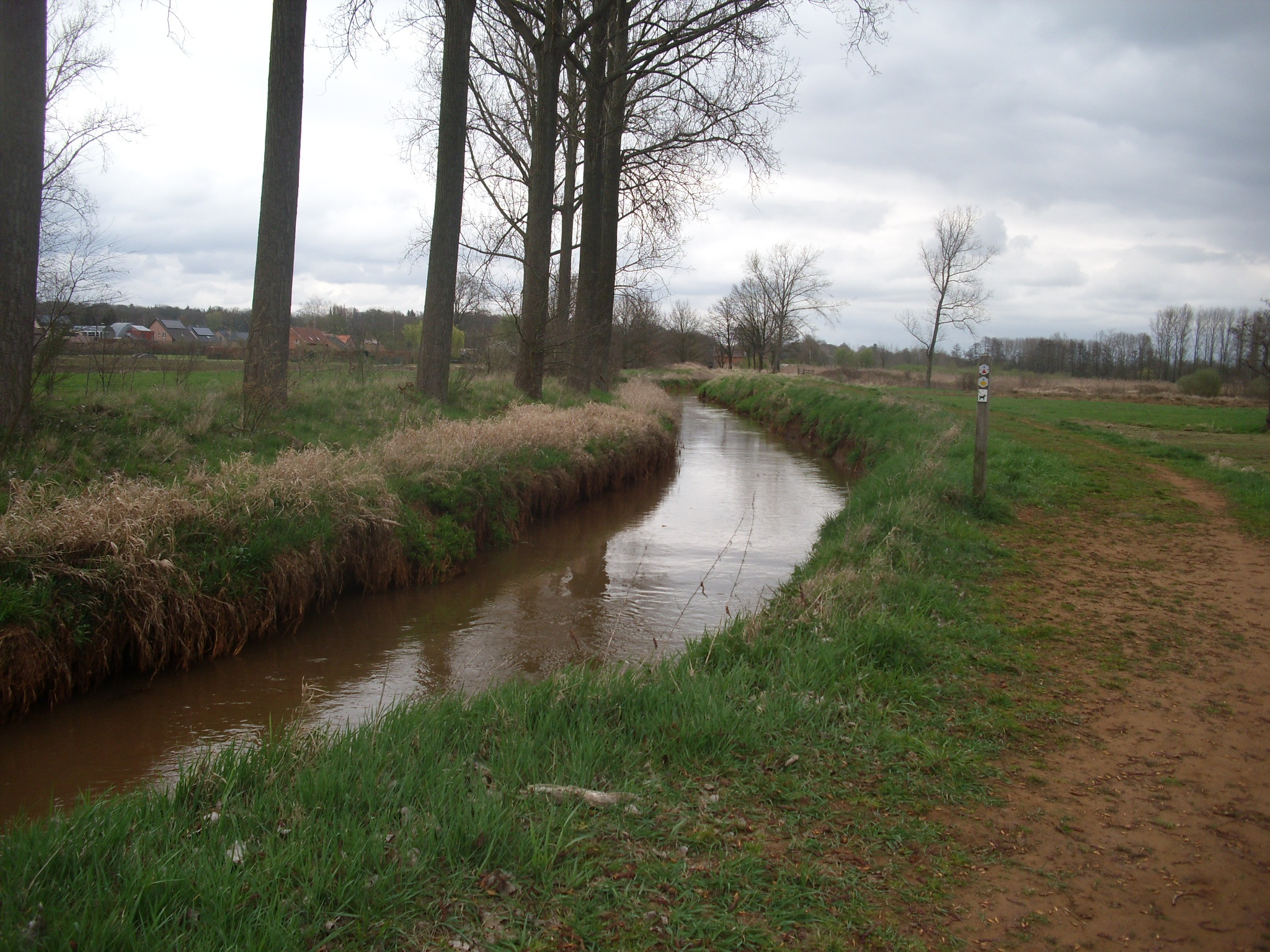
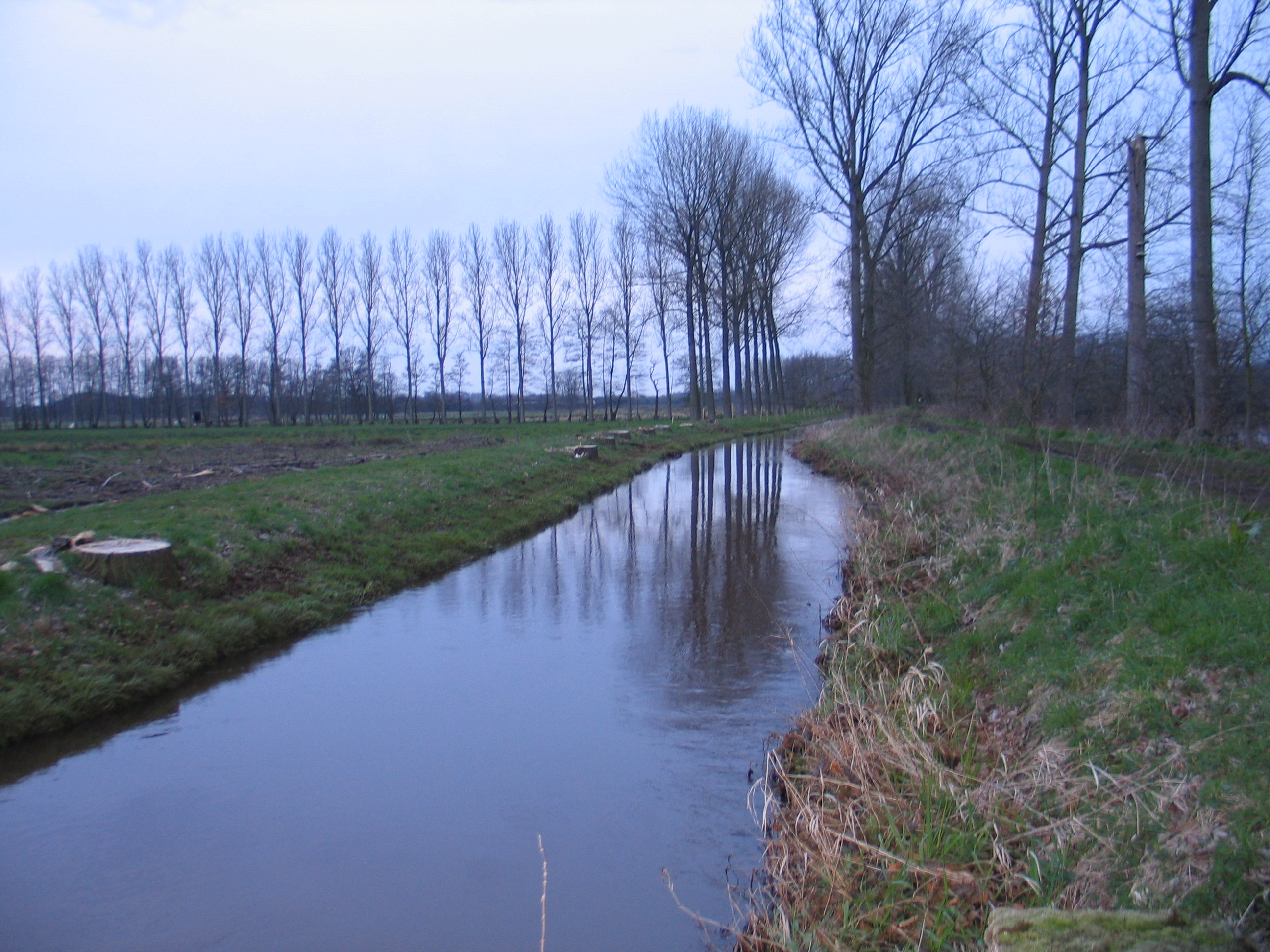
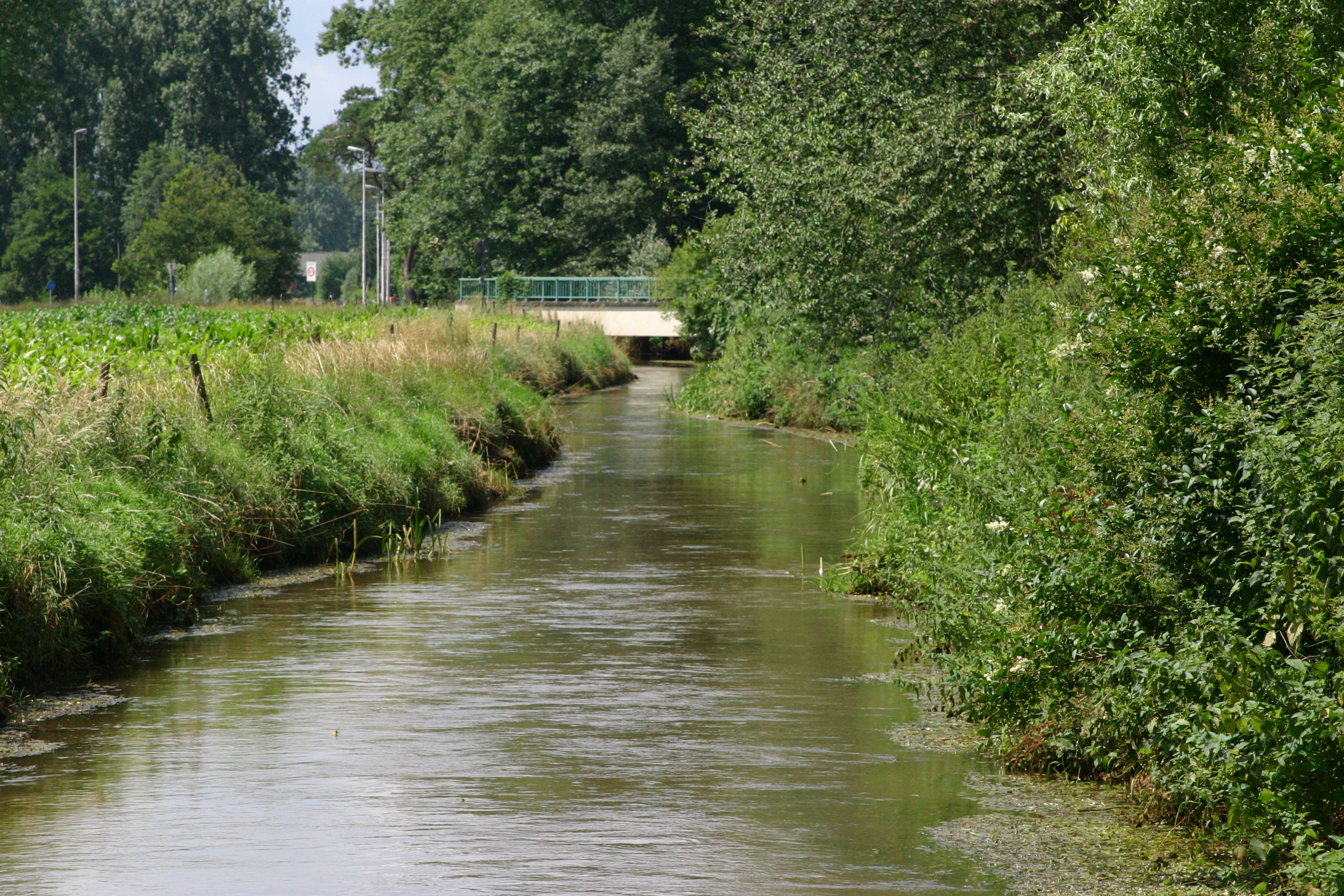